# Room on the Broom
Room on the Broom é um filme de animação britânico em curta-metragem lançado em 2012.

## Elenco
- Simon Pegg - Narrador
- Gillian Anderson - Bruxa
- Rob Brydon - Gato
- Timothy Spall - Dragão
- Martin Clunes - Cachorro
- Sally Hawkins - Pássaro
- David Walliams - Sapo

## Prêmios e indicações
| Ano  | Prêmio | Categoria                         | Resultado |
| ---- | ------ | --------------------------------- | --------- |
| 2014 | Oscar  | Melhor curta-metragem de animação | Indicado  |